# Roger Fredriksson
Per Roger Fredriksson, född 3 september 1972 i Kallinge kyrkobokföringsdistrikt i Blekinge län, är en svensk politiker (moderat). 
Mellan november 2010 och juni 2024 var Fredriksson kommunstyrelsens ordförande i Ronneby kommun, efter att 2006–2010 ha varit oppositionsråd. Under våren 2024 utsattes han för kritik och avgångskrav både internt i Moderaterna och från samarbetspartierna Sverigedemokraterna, Liberalerna och Kristdemokraterna efter att ha kallat en partikamrat för "slampa". I efterdyningarna av detta bildades ett nytt styre med Socialdemokraterna och Moderaterna, där Fredriksson blev vice ordförande i kommunstyrelsen, men med bibehållen lön.
Fredriksson är även egenföretagare, han driver företaget Roger Fredriksson International och är bosatt i Kuggeboda i Ronneby kommun. Mellan 2019 och 2024 var han ordförande för Moderaterna i Blekinge län.